# Твалтвадзе, Дареджан
Дарежан Ширимовна Твалтвадзе (груз. დარეჯან თვალთვაძე; род. 20 мая 1958, Цаленджиха) — грузинский учёный-филолог, исполняющая обязанности ректора Тбилисского государственного университета (2016).

## Биография
Преподает в Тбилисском университете с 1982 года. Декан факультета гуманитарных наук ТГУ в 2010—2015 гг.; в 2015—2016 гг. проректор университета. После отставки на фоне студенческих акций протеста ректора В. Г. Папавы в апреле 2016 года стала исполняющим обязанности ректора университета.

## Научные интересы
Специалист по древнегрузинским языкам, истории грузинских литературных языков; грузинской палеографии, кодификации; вопросам перевода.